# Дамасский документ

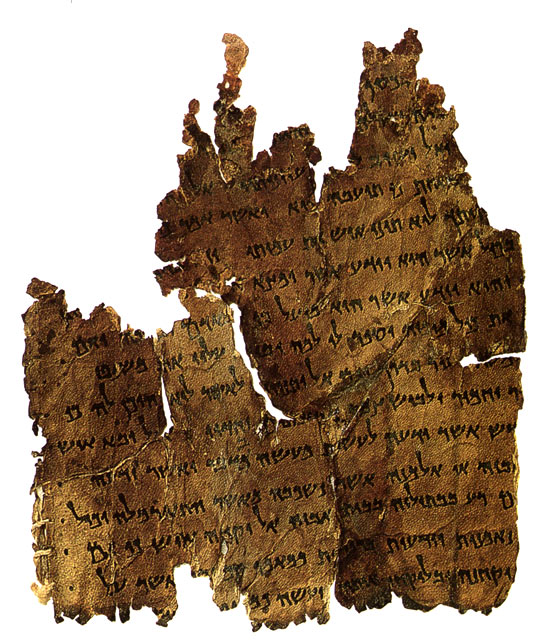
Фрагмент Дамасского документа 4Q271D^{f}, найденный в Пещере 4 в Кумране

Дамасский документ, также известный как Книга Дамасского Завета — древний еврейский документ, фрагменты которого обнаружены в 1897 году в Каирской генизе и в Кумранских пещерах. Документ описывает устройство и основы секты, ушедшей из Иудеи. Вероятно, документ относится к секте ессеев, обитающих в Иудейской пустыне.

## Обнаружение
Фрагменты текста были обнаружены в 1897 году Соломоном Шехтером в Каирской генизе, хранилище синагоги Бен Эзры. В генизах хранятся непригодные рукописи, которые согласно еврейской традиции нельзя выбрасывать. В Каирской генизе было найдено около 190 000 манускриптов и фрагментов, которые в основном были написаны на иврите и еврейско-арабских диалектах и относятся к X—XII векам н. э. В числе найденных текстов также были найдены оригинал «Книги Иисуса, сына Сирахова» (которая не вошла в еврейский канон и со временем перестала переписываться на иврите), Таргумы (арамейские пересказы Торы), оригиналы текстов Маймонида.
Сам Дамасский документ был обнаружен в двух экземплярах, один относился к X веку, другой — к XII веку. Но исследователи определили, что сам текст не средневековый, а взят из ранних периодов.
Текст был издан в 1910 году как «Документ еврейских секретарей, отредактированных из еврейских манускриптов в коллекции Каирской генизы, том 1, фрагменты саддукейских произведений». В 1922 году Луис Гинзберг издал этот текст на немецком языке под названием «Неизвестная еврейская секта». В 1952 году в пещерах Кумрана 4, 5 и 6 были обнаружены фрагменты этого документа, что указывает что кумраниты и были той самой сектой. Дамасские документы, в отличие от прочих свитков Мёртвого моря, обозначаются буквами CD (Cairo-Damascus). В самих пещерах были найдены только фрагменты рукописи, однако они совпадают с тем, что было найдено в Каире.
В самом документе постоянно упоминается изгнание секты в Дамаск, что является интерпретацией данной секты книги пророка Амоса 5:27, где сказано «За то Я переселю вас за Дамаск». Это является метафорой общины о переселении общины из погрязшего в грехе Иерусалима в Кумран.

## Структура документа
Дамасский документ разделяется на две части — Проповеди (CDa) и Устав (CDb).
В проповеди рассказывается, как община зародилась через 390 лет после разрушения Иерусалима вавилонянами (586 год до н. э.), то есть в 196 году до н. э., незадолго до восстания Маккавеев. Согласно повествованию, Учитель Праведности (Морэ Цэдок) вывел общину из Иерусалима.
В проповеди также рассказываются правила семейной жизни (запрещается полигамия и развод), что пересекается с будущими христианскими взглядами на брак. Многожёнство, которое часто встречается в Торе, объясняется незнанием закона.
Во второй части объясняется правовое уложение общины, где значительной частью является постановление о соблюдении Шаббата. В сравнении с Мишной требования соблюдения субботы более суровы. К примеру, по раввинистической традиции в субботу можно пройти путь в 2000 локтей, а по Дамасскому документу не более 1000 локтей. По кумранскому закону запрещается даже открывать крышку с сосудов. В раввинистической традиции еврей может попросить гоя сделать какую-то работу, а в Дамасском документе это запрещено.
В раввинистической традиции только земные звери и птицы требуют ритуального заклания, а рыба никогда не приносилась в жертву в Храме, поэтому рыбу можно убить просто так. В кумранской же традиции рыба тоже требует ритуального заклания («И рыб пусть не едят, если только те не разрезаны живьём и не сцежена их кровь»).
Все иудеи были убеждены, что внутри Иерусалимского Храма никаких сексуальных сношений быть не должно. Однако кумранская община была убеждена, что это правило распространяется на весь город. Поэтому жители Иерусалима, ведущие обычную жизнь, считались в Кумране нечестивцами.